# 1998 en automobile

## Nouveaux modèles

### En France

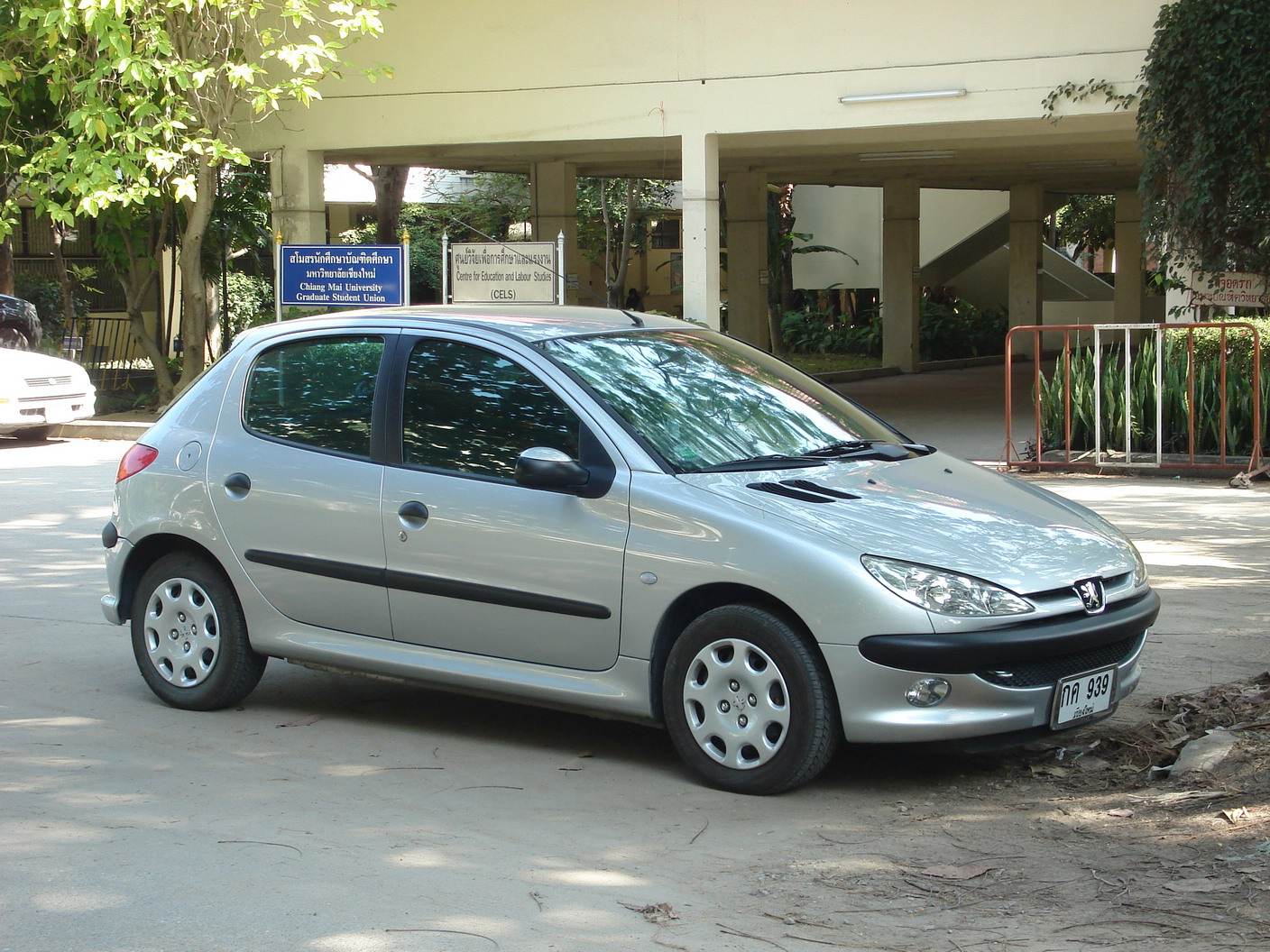
Peugeot 206

- En mars, la Renault Clio II  voit le jour, en remplacement de la première génération.

- La Peugeot 206 remplace la 205 au mois de septembre. Elle deviendra la Peugeot et la voiture française la plus produite de l'histoire.
- Au Mondial de l'Automobile de Paris, Citroën dévoile son premier monospace compact : le Xsara Picasso.

### En Allemagne
- En janvier, commercialisation de la quatrième génération de Volkswagen Golf.
- Réplique allemande à la Renault Twingo, la Volkswagen Lupo (dérivée de la Seat Arosa) voit le jour.
- BMW lance la quatrième génération de Série 3 : la type E46, qui sera produite jusqu'en 2005.
- Mercedes-Benz dévoile l'innovante Classe S W220, qui deviendra une référence en matière d'automobile haut de gamme.
- La deuxième génération d'Opel Astra est commercialisée au mois d'avril.
- Sur le segment des 4x4, l'Opel Frontera B prend la relève du Frontera A.
- Événement chez Ford : la mythique Escort est remplacée par la Focus, une berline compacte rivale des Golf et Astra.

### En Italie
- Chez Alfa Romeo, la 166 succède à la 164 sur le segment des grandes routières.
- La Fiat Cinquecento bénéficie d'un profond restylage et devient Fiat Seicento.
- Sur le segment des monospaces, Fiat bouscule les habitudes en dévoilant le Multipla, un monospace 6 places au style original.
- La Maserati 3200 GT succède aux Ghibli et Shamal.

### En Russie
- Le constructeur automobile russe Lada lance le Nadejda, un monospace sur plateforme Niva 5 portes.

### Au Japon
- Commercialisation de la deuxième génération du Mazda MX-5, qui abandonne les phares escamotables au profit d'optiques fixes.
- Nissan commercialise une nouvelle génération du Patrol : la Y61.
- Mitsubishi lance la Lancer Evolution V, forte de 280 ch.
- La Subaru Legacy 3 remplace la Legacy 2 sur le segment des familiales.

### Aux États-Unis
- Chrysler fusionne avec Daimler-Benz AG et forme la société DaimlerChrysler

### En Grande-Bretagne
- Au salon de Birmingham (Royaume-Uni), Rover dévoile sa dernière vraie nouveauté : la Rover 75, remplaçante du 600 et 800. C'est le premier — et unique — fruit de l'alliance avec l'allemand BMW.
- Création de Rolls-Royce Motor Car grâce à la volonté de BMW d'acquérir le constructeur d'automobiles de grand luxe.

## Technologies
- Le groupe PSA Peugeot-Citroën innove en commercialisant son premier bloc diesel common-rail : le moteur HDi, qu'on trouvera d'abord sur le capot des Xantia, 306 et 406 avant qu'il ne soit proposé à l'ensemble des modèles du groupe.